# Přestavlky (okres Chrudim)
Obec Přestavlky (německy Prestawilk) se nachází v okrese Chrudim, kraj Pardubický. Žije zde 211 obyvatel.

## Historie
První písemná zmínka o obci pochází z roku 1319.

## Pamětihodnosti
- Zámek Přestavlky je v současné době účelově využit jako dětský domov
- Kaple
- židovský hřbitov u obce

## Galerie

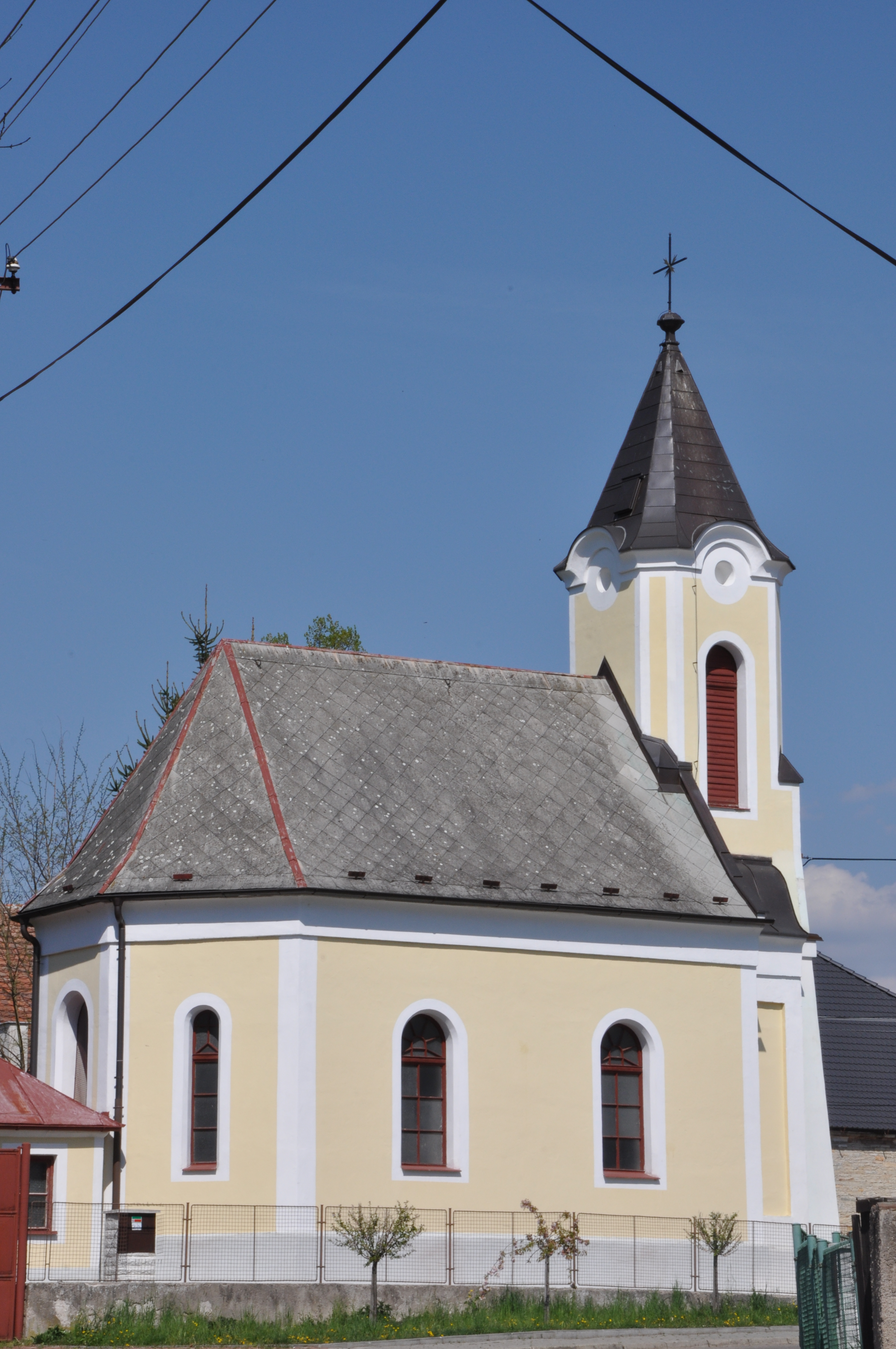
Kaple v obci
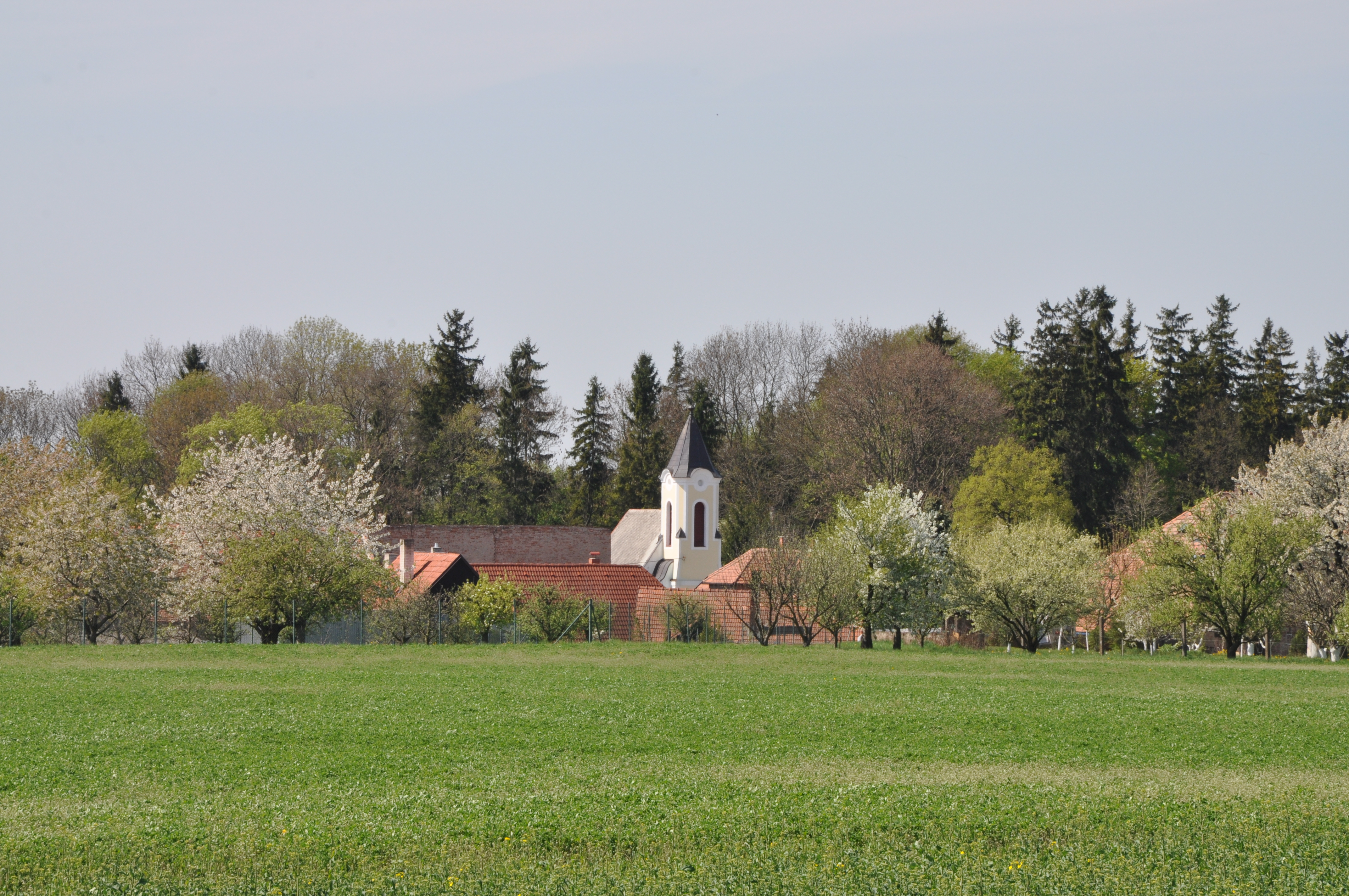
Kaple z dálky